# Finding Gabriel
Albums de Brad Mehldau
Seymour Reads the Constitution!
(2018) Suite: April 2020
(2020)
FInding Gabriel est un album de jazz de Brad Mehldau sorti en 2019.

## Liste des titres
| No  | Titre                                    | Durée |
| --- | ---------------------------------------- | ----- |
| 1.  | The Garden                               |       |
| 2.  | Born To Trouble                          |       |
| 3.  | Striving After Wind                      |       |
| 4.  | O Ephraim                                |       |
| 5.  | St. Mark Is Howling In The City Of Night |       |
| 6.  | The Prophet Is A Fool                    |       |
| 7.  | Make It All Go Away                      |       |
| 8.  | Deep Water                               |       |
| 9.  | Proverb Of Ashes                         |       |
| 10. | Finding Gabriel                          |       |

## Distinctions
L'album remporte le Grammy Award du meilleur album de jazz instrumental en 2020.